# Музей палеонтологии и исторической геологии
Музей палеонтологии и исторической геологии Софийского университета им. Св. Климента Охридского (SUMPHG) (болгарский: Музей по палеонтология и исторична геология към Софийския университет «Свети Климент Охридски»), палеонтологический музей, расположенный в Главном здании Софийского университета им. Св. Климента Охридского, София, Болгария.

## История
Музей находится в главном здании Софийского университета, спроектированном Жаном Бреассоном, перепроектированном Йорданом Милановым, а затем Любеном Константиновым. Его коллекции в первую очередь предназначены для исследований и поэтому недоступны для публики.
В SUMPHG выставлено ограниченное количество окаменелостей из коллекции. Хотя музей расположен в главном здании Софийского университета, он является одним из основных мест хранения окаменелостей, собранных в Болгарии.
Первоначальные окаменелости, вокруг которых выросла нынешняя коллекция, были собраны первым болгарским государственным геологом Георгием Златарским (1854—1909) и приобретены у Reinische Mineralen-Comptoir доктором А. Кранцем. Позже были добавлены образцы, собранные докторантами и в рамках болгарских геологических исследований.

## Фонды
В залах музея хранятся более 200 тысяч экспонатов.
В фондах музея хранятся динотерий, почти полностью сохранившийся костяк дельфина, найденный у приморского городка Балчик.
В музейном отделении млекопитающих можно также увидеть останки древней лошади гиппариона, петрефакты мамонтов, мастодонтов, Anancus, Zygolophodon, также как и части скелетов древних носорогов, жирафов, кабанов, гиен, летучих мышей.

## Факультет

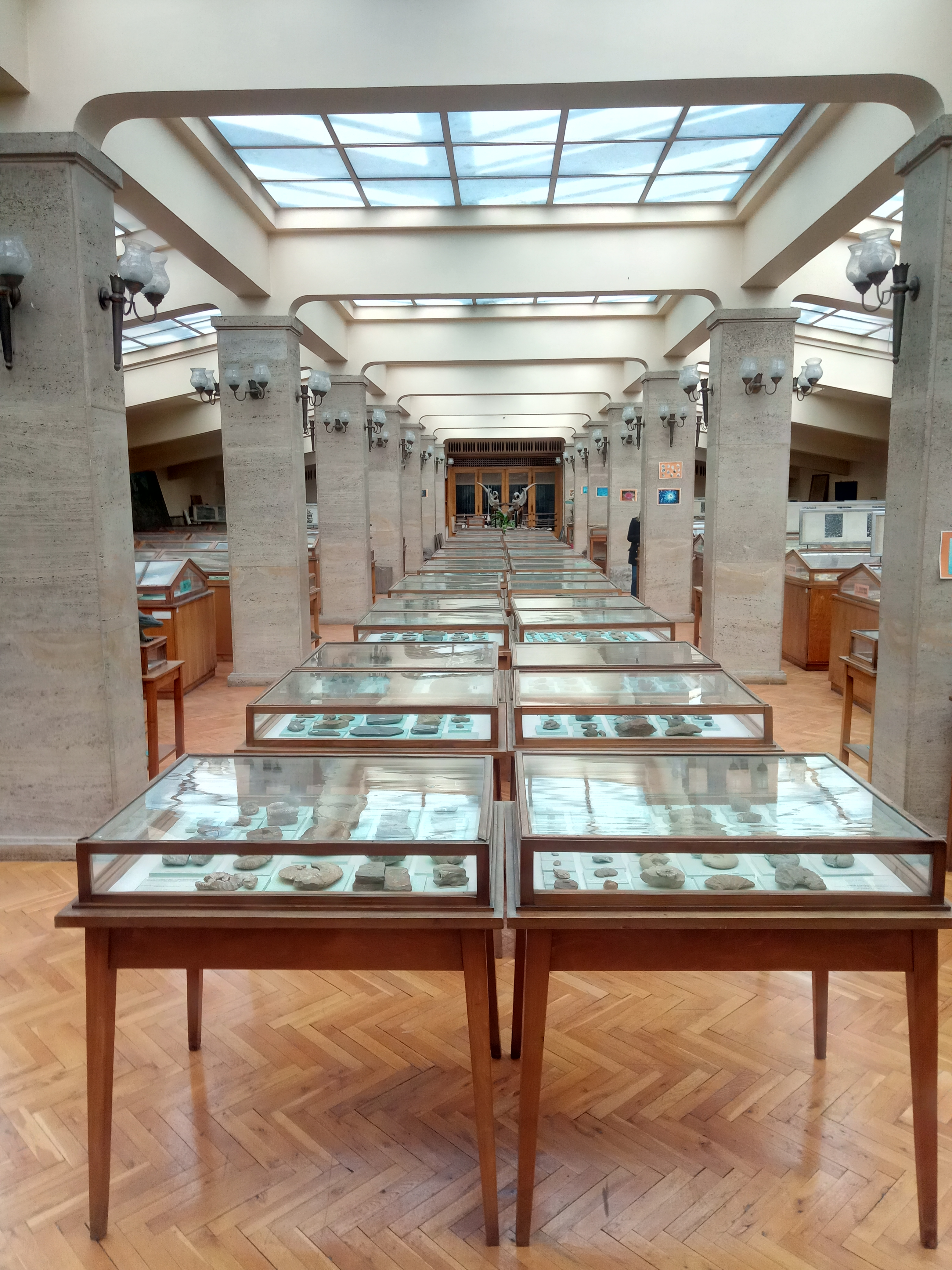
экспозиция музея

В ГУМПХГ работали многие известные болгарские палеонтологи, в том числе Петр Бакалов, Васил Цанков, Иван Николов, Наталья Димитрова, Милка Энчева, Эмилия Кожумджиева, Нонка Мотекова, Стойчо Бресковски и др.

## Публичный доступ
Вход в музей бесплатный для всех посетителей.
Музей открыт с 10:00 до 12:00 и с 13:00 до 16:00 с понедельника по пятницу. Он закрыт по субботам и воскресеньям. SUMPHG является важным местом для расширения интереса к палеонтологии, эволюционной биологии и наукам о Земле.
Логотип музея основан на скелете дейнотерия, выставленном у входа.